# Osvaldo Canobbio
Osvaldo Francisco Canobbio Pittaluga (Montevideo, 17 febbraio 1973) è un ex calciatore uruguaiano, di ruolo attaccante.

## Biografia
È il padre di Agustín Canobbio, a sua volta calciatore.

## Statistiche

### Cronologia presenze e reti in nazionale
| Cronologia completa delle presenze e delle reti in nazionale ― Germania | Cronologia completa delle presenze e delle reti in nazionale ― Germania | Cronologia completa delle presenze e delle reti in nazionale ― Germania | Cronologia completa delle presenze e delle reti in nazionale ― Germania | Cronologia completa delle presenze e delle reti in nazionale ― Germania | Cronologia completa delle presenze e delle reti in nazionale ― Germania | Cronologia completa delle presenze e delle reti in nazionale ― Germania | Cronologia completa delle presenze e delle reti in nazionale ― Germania |
| Data                                                                    | Città                                                                   | In casa                                                                 | Risultato                                                               | Ospiti                                                                  | Competizione                                                            | Reti                                                                    | Note                                                                    |
| ----------------------------------------------------------------------- | ----------------------------------------------------------------------- | ----------------------------------------------------------------------- | ----------------------------------------------------------------------- | ----------------------------------------------------------------------- | ----------------------------------------------------------------------- | ----------------------------------------------------------------------- | ----------------------------------------------------------------------- |
| 13-10-1993                                                              | Karlsruhe                                                               | Germania                                                                | 5 – 0                                                                   | Uruguay                                                                 | Amichevole                                                              | -                                                                       | 63’                                                                     |
| 22-3-1995                                                               | Medellín                                                                | Colombia                                                                | 2 – 1                                                                   | Uruguay                                                                 | Amichevole                                                              | 1                                                                       |                                                                         |
| 25-3-1995                                                               | Dallas                                                                  | Stati Uniti                                                             | 2 – 2                                                                   | Uruguay                                                                 | Amichevole                                                              | -                                                                       |                                                                         |
| 31-3-1995                                                               | Belgrado                                                                | Jugoslavia                                                              | 1 – 0                                                                   | Uruguay                                                                 | Amichevole                                                              | -                                                                       | 77’                                                                     |
| 5-4-1995                                                                | Montevideo                                                              | Uruguay                                                                 | 1 – 0                                                                   | Perù                                                                    | Amichevole                                                              | -                                                                       | 69’                                                                     |
| 25-6-1995                                                               | Paysandú                                                                | Uruguay                                                                 | 7 – 0                                                                   | Nuova Zelanda                                                           | Amichevole                                                              | 1                                                                       | 46’                                                                     |
| 28-6-1995                                                               | Rivera                                                                  | Uruguay                                                                 | 2 – 2                                                                   | Nuova Zelanda                                                           | Amichevole                                                              | -                                                                       | 46’                                                                     |
| 16-11-1997                                                              | Maldonado                                                               | Uruguay                                                                 | 5 – 3                                                                   | Ecuador                                                                 | Qual. Mondiali 1998                                                     | -                                                                       | 75’                                                                     |
| Totale                                                                  |                                                                         | Presenze                                                                | 8                                                                       |                                                                         | Reti                                                                    | 2                                                                       |                                                                         |